# Fry Am the Egg Man
Fry Am the Egg Man (рус. «Фрай, хранитель яйца») — 22 эпизод 6 сезона мультсериала «Футурама».

## Содержание
Узнав, что купленные Лилой на фермерском рынке яйца являются фертильными, Фрай решает высидеть одно из них. Вылупившееся впоследствии крысоподобное существо он нарекает Мистером Пеппи. Детеныш быстро развивается во взрослую особь крупых размеров и начинает представлять опасность для окружающих. Профессор идентифицирует животное как Bonus Vampirus — питающегося костями хищника, способного к однополому размножению. Команда готова уничтожить опасного зверя, несмотря на протесты Фрая. Услышав, что в своей естественной среде обитания костяные вампиры полностью истреблены, Лила предлагает компромисс — использовать животное для восстановления популяции вида.
Мистера Пеппи отвозят на его родную планету и отпускают на волю. Узнав об этом, местные жители приходят в сильное волнение и решают выследить и убить вампира, пока он не размножился. Фрай уверяет, что его любимец — вегетарианец, и предлагает подождать несколько дней, чтобы убедиться в этом. Однако вскоре, лишившись костей, погибает стадо овец. Следующей ночью Мистер Пеппи нападает на Лилу. Скрепя сердце, Фрай принимает решение собственноручно убить питомца. Он выслеживает Мистера Пеппи в лесу и ранит его выстрелом. Тут же выясняется, что под маской хищника скрывался местный мэр в костюме костяного вампира. Он пытался повысить свой авторитет среди соотечественников, настроив их против зверя, а затем показательно убив его. Торжество Фрая прерывает появление настоящего Мистера Пеппи, на глазах у всех высасывающего скелет из овцы. Впрочем, не подначиваемые мэром местные жители уже не видят большой угрозы в хищниках, уничтожающих чрезмерно расплодившихся овец. Мистера Пеппи оставляют в живых.

## Персонажи
Список новых или периодически появляющихся персонажей сериала
- Лррр
- Калькулон

## Интересные факты
- Лила утверждает, что в её организме содержится 205 костей. Скелет взрослого человека состоит из двухсот шести костей. Однако Лила — мутант c 1 глазом, и из-за этого, возможно, в её организме при мутации пропала 1 кость.
- Костяной вампир обладает внешностью, похожей на внешность Чужого, и кислотной слюной.
- Во время сердечного приступа Фрай ест конфету из коробочки с Мэттом Грейнингом.